# Streblacanthus roseus
Streblacanthus roseus är en akantusväxtart som först beskrevs av Ludwig Radlkofer och som fick sitt nu gällande namn av Brian Laurence Burtt.
Streblacanthus roseus ingår i släktet Streblacanthus och familjen akantusväxter. Inga  underarter finns listade i Catalogue of Life.